# آلویس راینهارت
آلویس راینهارت (انگلیسی: Alois Reinhardt؛ زادهٔ ۱۸ نوامبر ۱۹۶۱) بازیکن فوتبال اهل آلمان است.
از باشگاه‌هایی که در آن بازی کرده‌است می‌توان به باشگاه فوتبال بایرن مونیخ، باشگاه فوتبال بایر ۰۴ لورکوزن، و باشگاه فوتبال نورنبرگ اشاره کرد.
وی همچنین در تیم‌های ملی فوتبال زیر ۲۱ سال آلمان، زیر ۲۳ سال آلمان، و آلمان بازی کرده‌است.